# Playa del Mago

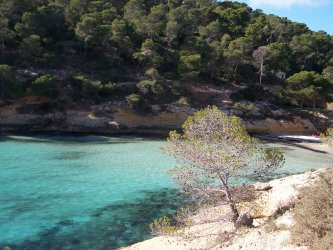
Playa del Mago.

El Mago es una pequeña cala virgen con una playa de arena blanca y de condición tranquila, perteneciente al municipio español Calviá, en Mallorca, la mayor de las Islas Baleares. Está situada junto a la playa y cala de Portals Vells, de la cual se cree se extrajeron bloques de piedra para ayudar en la construcción de la catedral de Santa María. Tiene una longitud de 28 metros de largo por 20 de ancho. Se encuentra oficialmente declarada como playa naturista por el ayuntamiento del término municipal y consiste en una de sus principales rutas turísticas, mediante crucero recreativo de la zona y una de las pocas con dicha peculiaridad en la isla.

## Etimología
Debe su nombre a que en 1967 se filmó la película The Magus (El Mago), con estrellas de cine populares como, Anthony Quinn, Michael Caine y Candice Bergen como protagonistas. En la actualidad permanecen los restos de un edificio usado en la filmación. En principio la película debía ser rodada en Grecia, pero el golpe de Estado ocurrido ahí, hizo que la productora mudase el escenario y el nuevo lugar escogido fuese Mallorca. Las críticas cinematográficas se deshacían con elogios hacia el precioso lugar del Egeo, hasta que un emigrante mallorquín escribió a las publicaciones para demostrarles que en realidad se trataba de una playa mallorquina y no de un lugar en Grecia.